# Eastern Steamship Lines

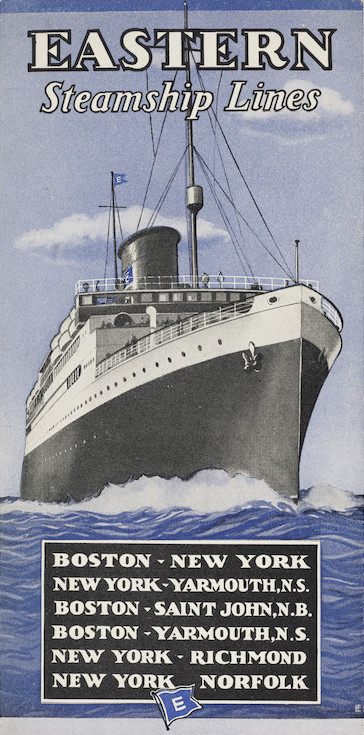
Une affiche de la compagnie.

La Eastern Steamship Lines est une entreprise de transport créée à la suite de fusions successives du financier et spéculateur de Wall Street Charles Wyman Morse,,. Il construisit de nombreux navires pour le gouvernement des États-Unis au cours de la Première Guerre mondiale et exploita un grand nombre de navires pour le compte de l'Administration des transports de guerre pendant la Seconde Guerre mondiale. 
En 1911, Morse fusionna la Metropolitan Steamship Company, la Maine Steamship Company avec la Eastern Steamship Company pour former la Eastern Steamship Corporation.  
La holding fut placée en redressement judiciaire en 1914 et réapparu en 1917 sous le nom de Eastern Steamship Lines.

## Histoire

### Origine
Le père de Charles W. Morse avait un rôle important dans le secteur du remorquage sur la rivière Kennebec, dans le Maine. Charles était déjà impliqué dans le secteur des transports maritimes en tant qu'étudiant au Bowdoin College. Dès l'obtention de son diplôme en 1877, il avait en sa possession un capital important qui lui permit après ses études universitaires, de se lancer dans les affaires avec son père et son cousin, Harry F. Morse, en formant la CW Morse & Company. 
Après avoir tiré profit de la création puis de la vente d'importantes parts en sa possession (connues sous le nom de "Ice Trust"), Morse revient dans le domaine de la navigation maritime en 1901, lorsqu’il fonde la Eastern Steamship Company en fusionnant la Boston and Bangor Steamship Company datant de 1834, la Portland Steam Packet Company, organisée en 1843 et la International Steamship Company, créée en 1859. 
En 1902, Morse acquiert le contrôle des deux lignes de nuit de bateaux à vapeur sur le fleuve Hudson (la People's Line, établie en 1835, et la Citizens' Line, établie en 1872) et crée la compagnie Hudson Navigation Company pour organiser leur gestion. Les deux compagnies étaient collectivement connues sous le nom de Hudson River Night Line.  
La People's Line nomme en 1904 son nouveau bateau à vapeur de 411 pieds, C.W. Morse, en son honneur.

### Compagnie métropolitaine de vapeur
Morse acquiert le contrôle de la Metropolitan Steamship Company en 1906. Il organise la Consolidated Steamship Company en janvier 1907 en tant que holding pour: 
- la Eastern Steamship Company,
- la Metropolitan Steamship Company,
- la Clyde Steamship Company
- la Mallory Steamship Company.

Malgré l'annonce initiale d'une vente, Morse échoue dans sa tentative d'achat des paquebots du Long Island Sound à la société de chemins de fer New York, New Haven et Hartford. Il acquiert toutefois le contrôle de la compagnie de navires à vapeur New York et Cuba Mail et de la société de navires à vapeur de New York et Porto Rico en 1907. 
Il utilise ce succès pour obtenir un rôle de premier plan dans la haute finance à New York mais un échec spéculant en 1907 conduit à l'effondrement des intérêts bancaires que Morse provoquant la mise ses lignes de navires à vapeur en redressement judiciaire,,. 
Inculpé par Henry L. Stimson, procureur à la Cour des États-Unis, Morse est reconnu coupable d'infractions aux lois bancaires fédérales. Il est condamné à 15 ans de prison dans le pénitencier fédéral d'Atlanta en novembre 1908 mais restera libre en appel. 

### Formation
Le 8 octobre 1909, les actifs de la Metropolitan Steamship Company sont vendus à John W. McKinnon lors de la vente d'une saisie immobilière. La société est réincorporée trois jours plus tard dans le Maine avec Morse au poste de président. La Metropolitan Steamship Company et la Maine Steamship Company sont alors fusionnées avec la Eastern Steamship Company en 1911 pour former la Eastern Steamship Corporation. La holding est placée en redressement judiciaire en 1914 et réapparait en 1917 sous le nom de Eastern Steamship Lines. 
Après un bref séjour en prison, Morse revient dans le domaine du transport. Il contrôle alors toujours la Hudson Navigation Company, qui n'avait pas été impliquée dans le crash de la Consolidated Steamship Company en 1907. Le 11 janvier 1916, Morse annonce la construction d’une nouvelle ligne de navires transocéaniques, qu’il organise sous le nom de United States Shipping Company. Cette société de portefeuille échange ses actions contre celles de 16 filiales, chacune organisée autour d'un paquebot. 

### Seconde Guerre mondiale
Pendant la Première Guerre mondiale, Morse est à la tête de la United States Steamship Company société mère de Groton Iron Works et de la Virginia Shipbuilding Corporation. Cette dernière remporte des contrats portant sur la construction de 36 navires pour l'effort de guerre. Les cargos sont commandés par la United States Shipping Board, et Morse emprunte des fonds à la Emergency Fleet Corporation pour merner à bien les contrats. 22 des navires seront achevés; les 14 autres annulés. 
Morse contrôle la Hudson Navigation Company jusqu'à sa faillite en 1921. Les récepteurs changeront rapidement le nom du CW Morse en Fort Orange. 

### Après la seconde guerre mondiale
Les lignes de la Eastern Steamship Company servent d'opérateur à l'administration des transports de guerre durant la Seconde Guerre mondiale, en particulier grâce à ses cargos Victory. 
Après la Seconde Guerre mondiale, les navires de croisière deviennent populaires. Au début, uniquement exploités sur la ligne Boston-Yarmouth, les paquebots sont partis de Miami et en 1954, la ligne n’était pas rentable. Le gouvernement de la Nouvelle-Écosse est intervient en subventionnant Yarmouth et Evangeline jusqu’en 1954.  
La société est rachetée par Gotass Larsen en 1970 et est renommée Eastern Cruises en 1981 lors de sa fusion avec la Western Cruise Lines et la Sundance Cruises pour former Admiral Cruises.  